# Öster Silvbergs gruva

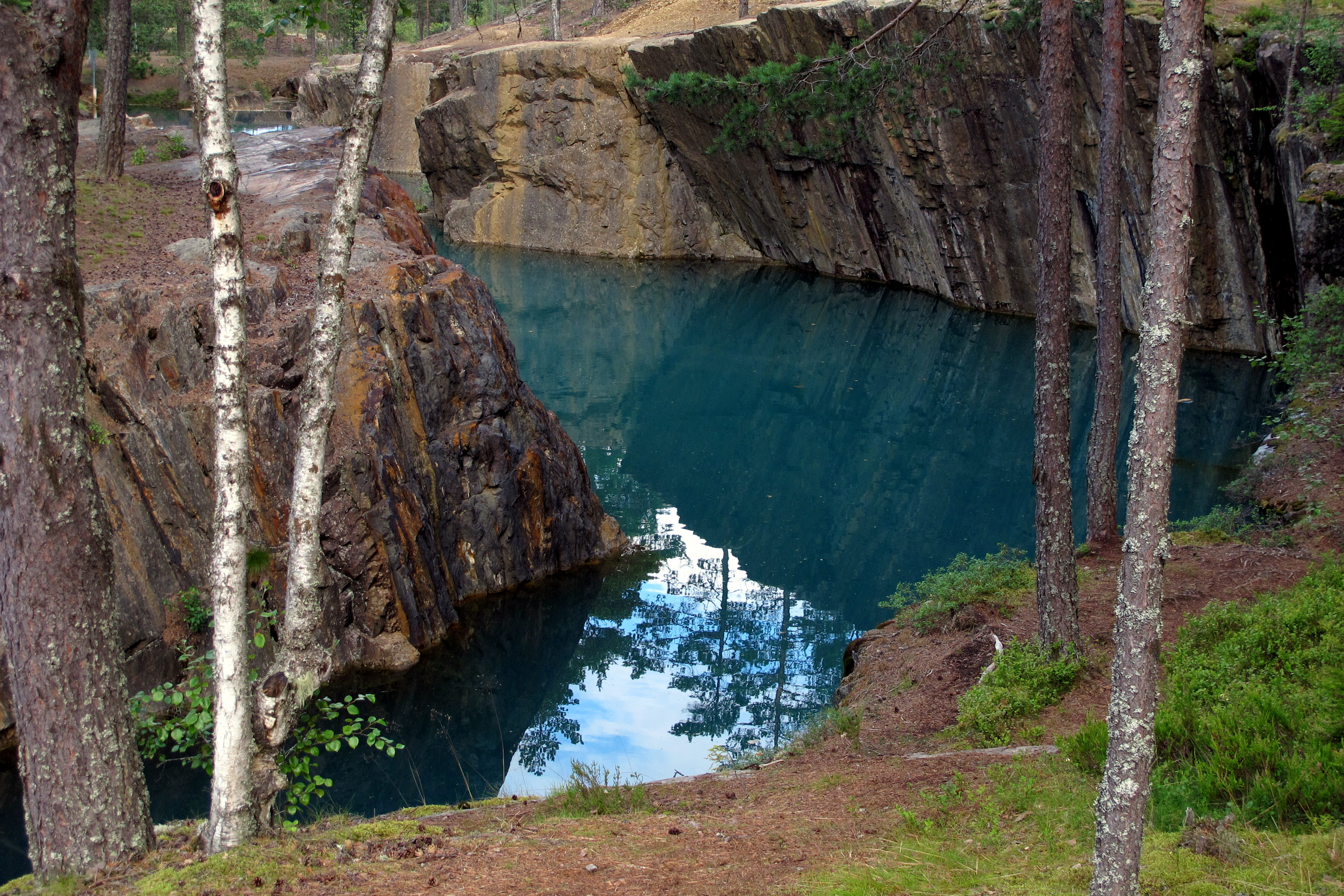
Gruvhålet i Öster Silvberg

Öster Silvbergs gruva är en sulfidmalmsgruva som ligger i Silvbergs socken i Säters kommun. Gruvan är nedlagd men väl synlig än idag genom öppna vattenfyllda gruvhål och stora efterlämnade varphögar. Hålet används som badplats, men också för dumpning av skrot.
Silvbergs gruva är en station på kulturslingan Silverringen som drivs av lokala länsstyrelsen och Säters kommun. Kulturslingans syfte är tillgängliggöra fem bergslagsområden som anses särskilt kulturhistoriskt intressanta och natursköna. Sedan omkring år 2000 arrangeras sommartid konserter i området kring gruvan. 

## Historik

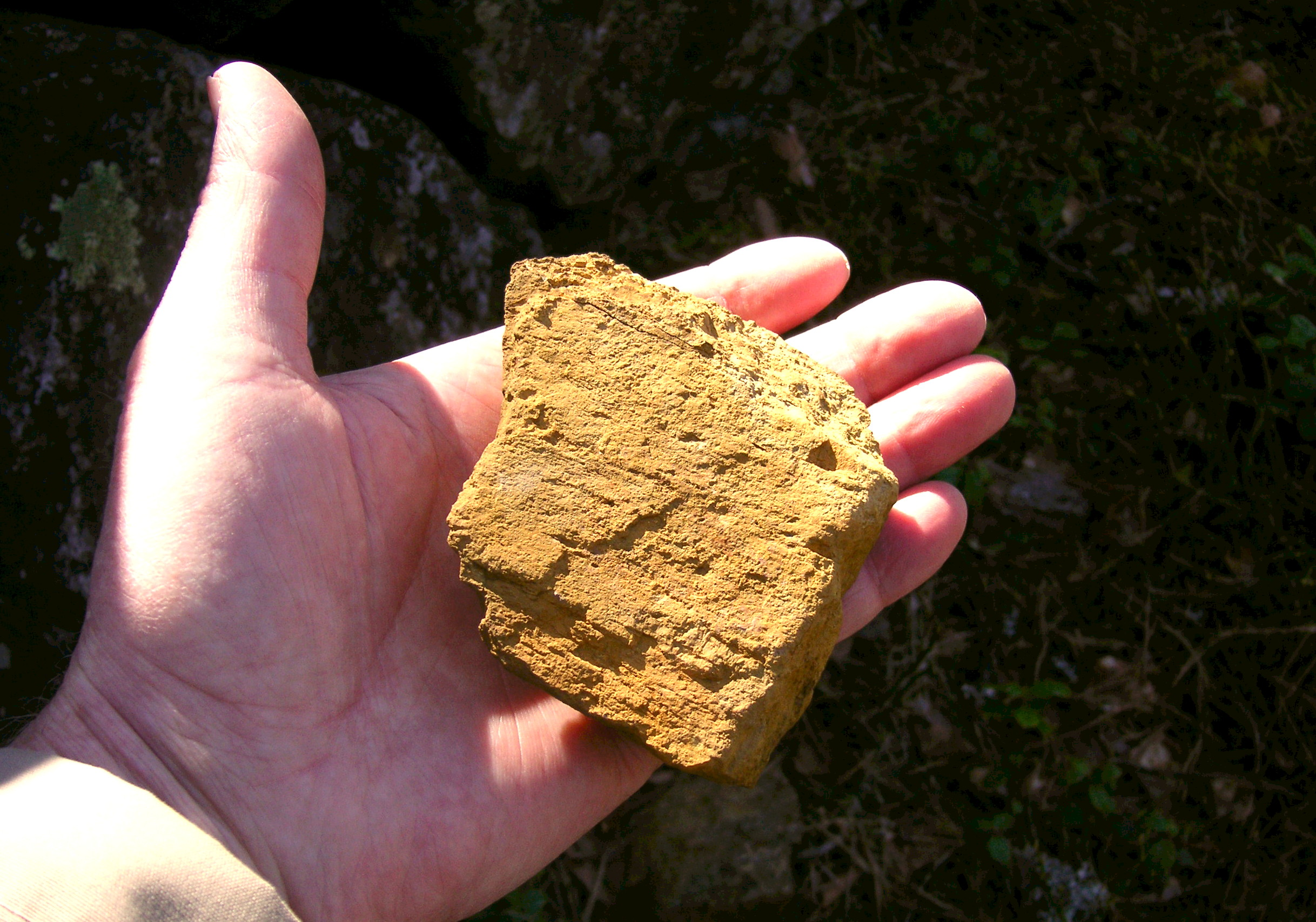
Varp med svavelinnehåll

Namnet Silvberg, "silbergheno" förekommer redan 1347 men mest känt är ett omnämnande 1354 i ett privilegiebrev. Det är dock oklart om belägget syftar på Östra eller Västra Silvberg några mil västerut. Det äldsta säkra belägget på Öster Silvberg härrör från 1483. På 1400-talet var kronan delägare i gruvan, och i slutet av 1400-talet blev även Eskilstuna kloster delägare. Avkastningen på gruvan minskade dock snart. 1540 gjordes trots det Östra Silvberg till kungsgård och 1552 förbjöds allmogen i gruvans närhet att själva framställa silver. Omkring 1580 började silvermalmen dock att tryta och brytningen minskade.
Silvret utvanns ur silverhaltig blyglans. Det fanns även guld. Guldhalten uppgick till 10-15 % av silvret. Smältningen utfördes bland annat vid Jönshyttan. Rester efter sammanlagt elva hyttor för silversmältning har påträffats i området. Senare undersökningar har visat att storgruvan varit 220 meter djup. Gruvan köptes under början av 1700-talet av brukspatronen Adolph Christiernin och Fredrik Rothoff. Christiernin trodde att det fanns stora mängder guld i gruvan och ödslade förgäves hela sin förmögenhet i försöken att få fram det. Under 1700-talets slut och 100 år framåt bröts huvudsakligen svavelkis i Öster Silvberg, något som de svaveldoftande varphögarna i området vittnar om. Vid 1800-talets slut stängdes verksamheten och gruvan vattenfylldes.
För brytning av zinkmalm och svavelkis under åren 1915 till 1920 togs driften upp igen och gruvan pumpades fri från vatten, vilket tog två år. Då byggdes även en linbana. Fram till 1920-talet pågick verksamheten och linbanan revs 1931. Totalt framställdes 91,3 kg silver under åren 1630 till 1920. Gruvans storhetstid var på 1400-talet och i början av 1500-talet då Gustav Vasa tillmätte gruvan stor betydelse.

## S:t Nicolai kapell och ödekyrkogård
Sankt Nicolai kapell ligger i anslutning till silvergruvan och uppfördes förmodligen på 1400-talet och byggdes om under 1500-talet. År 1854 revs kapellet då det hotade att falla samman. Kapellets timmer blev byggnadsvirke till gruvan och grundstenarna användes till att mura upp en rödfärgsugn. Altarskåp och träskulpturer från 1400-talet förvaras i Dalarnas museum. Grunden till kapellet och ödekyrkogården restaurerades 1942. Av de många gravhällar och gravstenar som fanns är bara två kvar, dels en gravhäll i gjutjärn från 1663 och en gravsten efter brukspatronen Jonas Arnberg (1722–1795).

## Gruvhålet i modern tid
Gruvan är vattenfylld och färgen på vattnet indikerar förekomst av föroreningar, som är vanligt i gamla gruvor.
Trots detta är Silverbergs gruva populär hos badare och dykare. Existerande stängsel kring klippor och vatten klipps regelbundet upp.
Då det ej är en offentlig badplats, har ingen testning av vattnet genomförts för att fastställa arten av föroreningar.

### Olaglig dumpning
Gruvan användes under många år för att olagligt dumpa avfall, vilket ytterligare förorenat vattnet. År 2015 upptäckte ett dykteam med hjälp av en undervattensrobot ett 20-tal bilar samt tunnor med misstänkta kemikalier på botten. Säters kommun utredde ansvarsfördelningen och nödvändiga åtgärder för att hantera det dumpade materialet. Ekonomisk bidrag för bärgning av bilarna söktes hos Naturvårdsverket, men avslogs.
År 2017 konstaterades att det saknades lagstöd för att tvinga bärgning av avfallet, men att kommunen borde driva frågan vidare. Ännu 2024 har dock inget material bärgats, inte heller har vattenprover tagits för att fastställa typ och mängd föroreningar. Kommunen har försökt förhindra att ytterligare dumpning sker genom att sätta upp en bom och andra hinder.

### Dykning
Silvbergs gruva är en populär plats för dykare och räknas som avancerad dykning.

## Bilder, gruvområdet

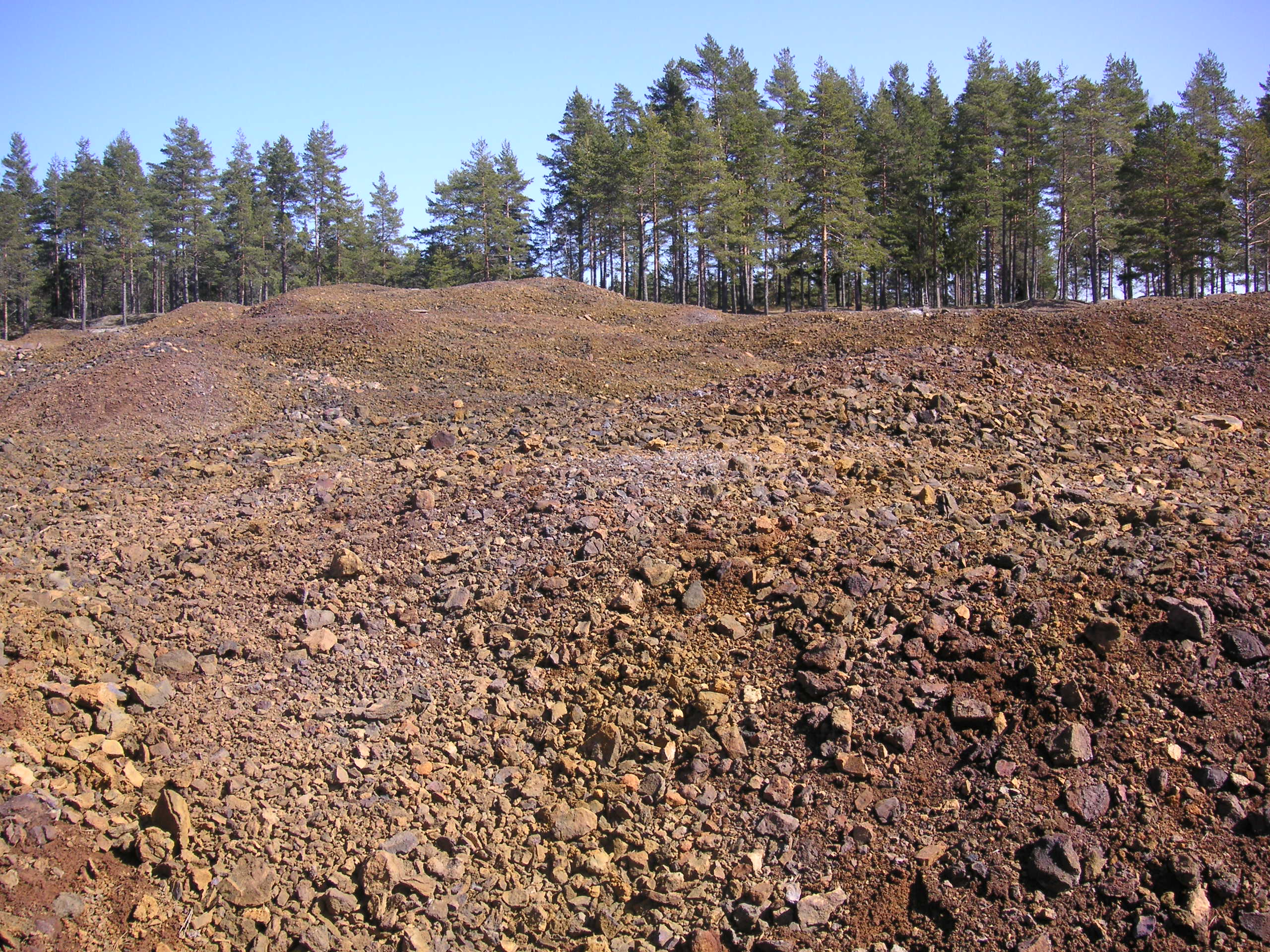
Varphögar vid Öster Silvbergs gruva
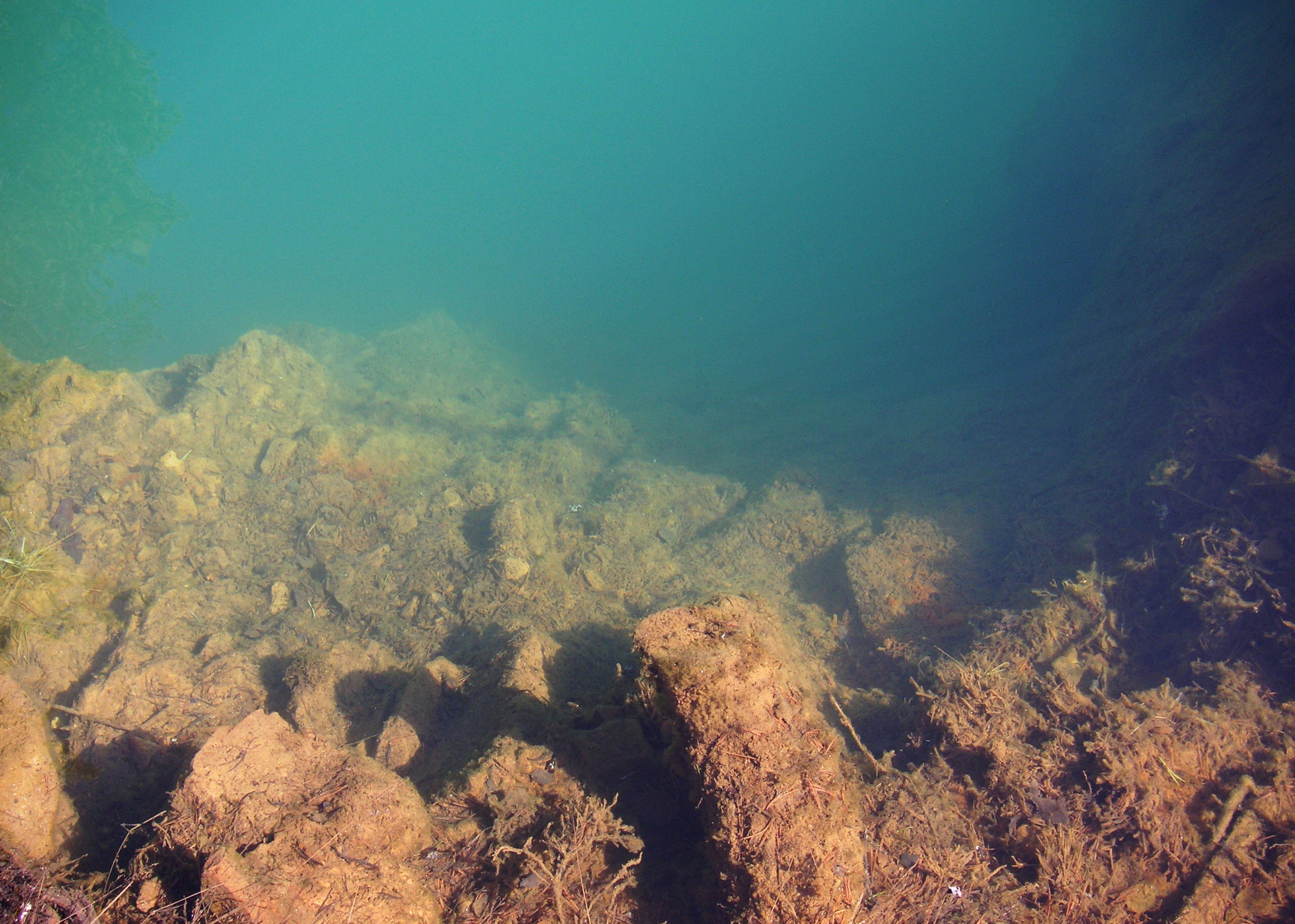
Gruvhålet i Öster Silvberg
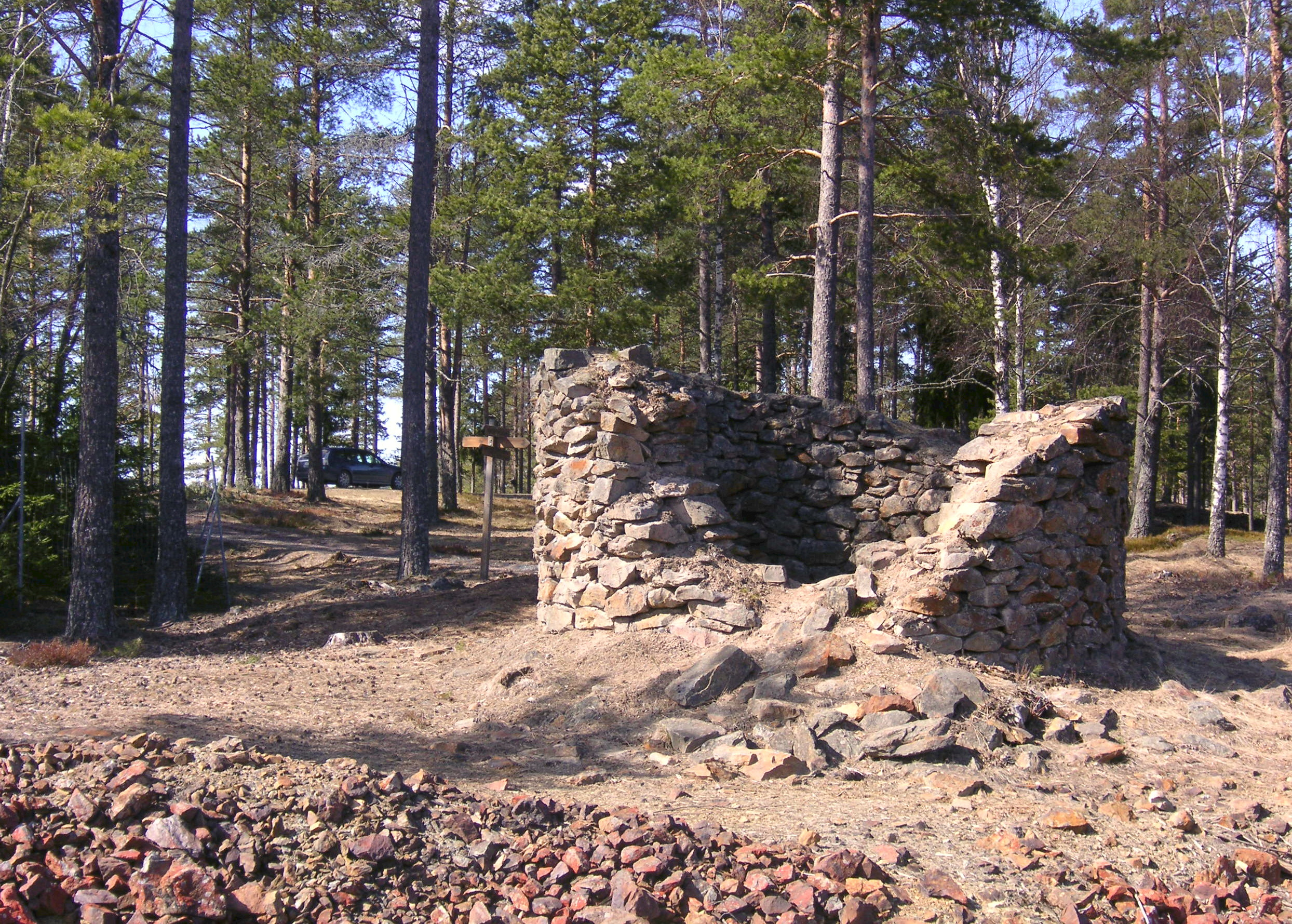
Ugn för rödfärgsbränning av sulfidmalmsrester
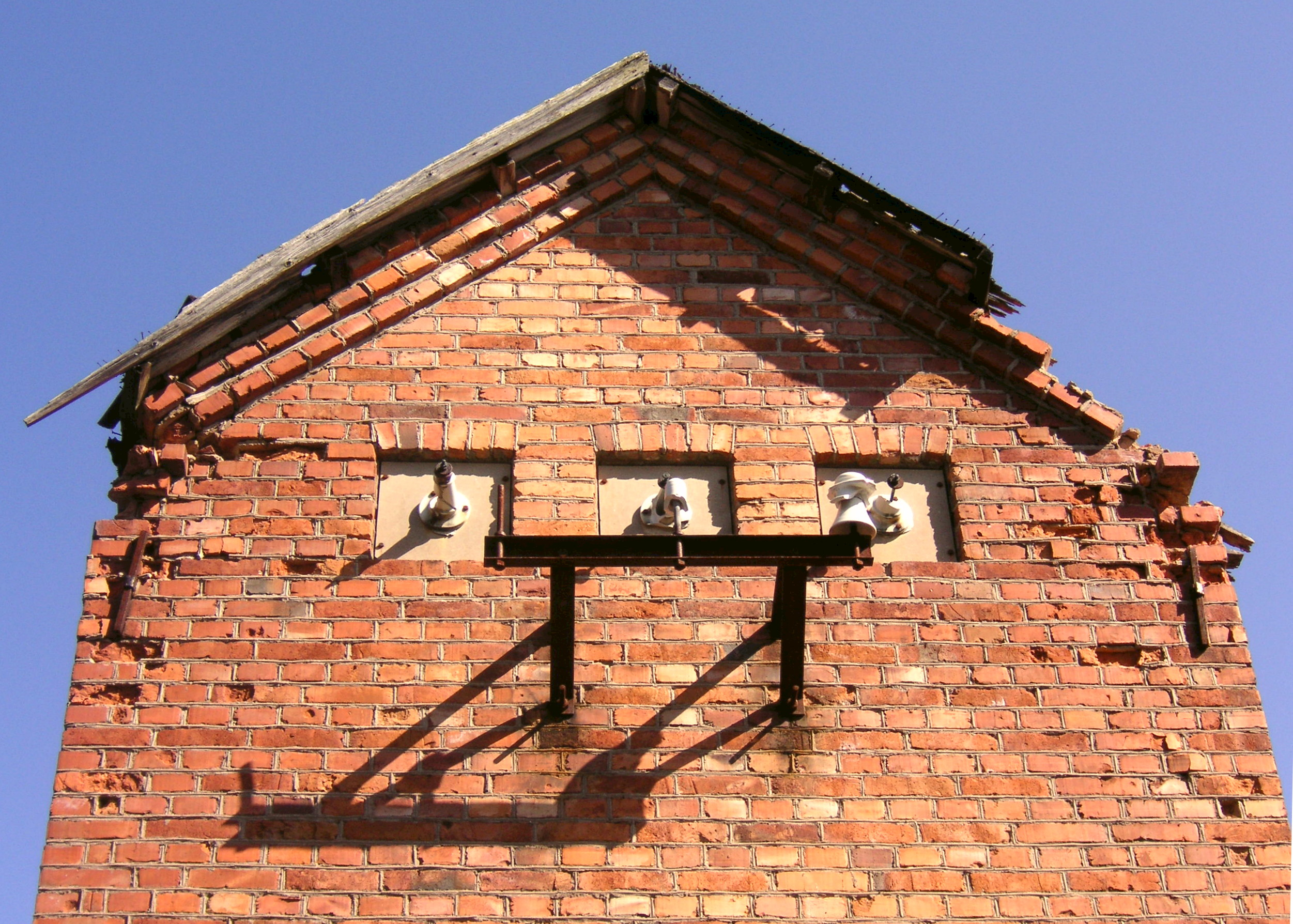
Transformatorstationen

## Bilder ödekyrkogården

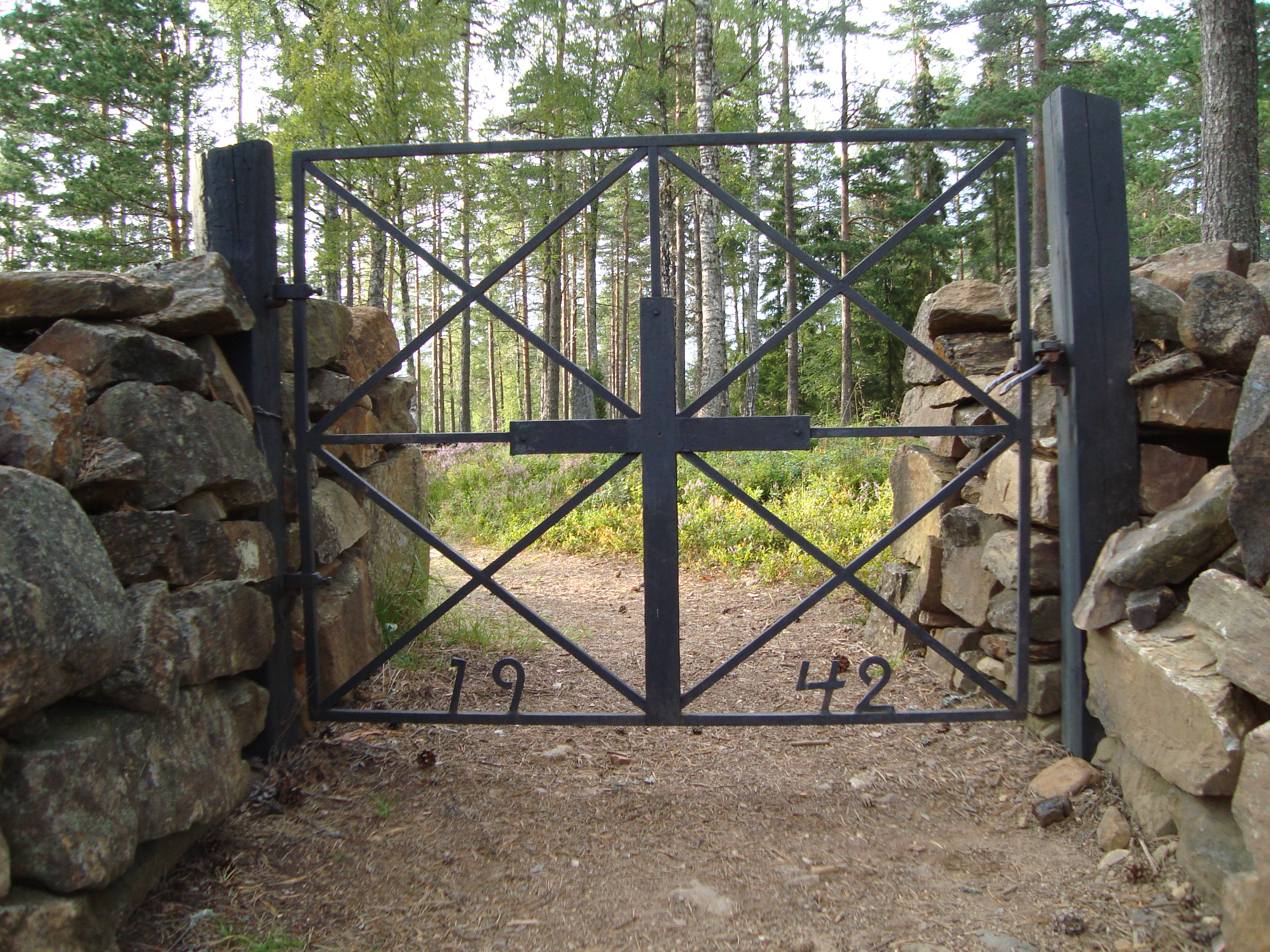
Före detta S:t Nicolai kapell och ödekyrkogården
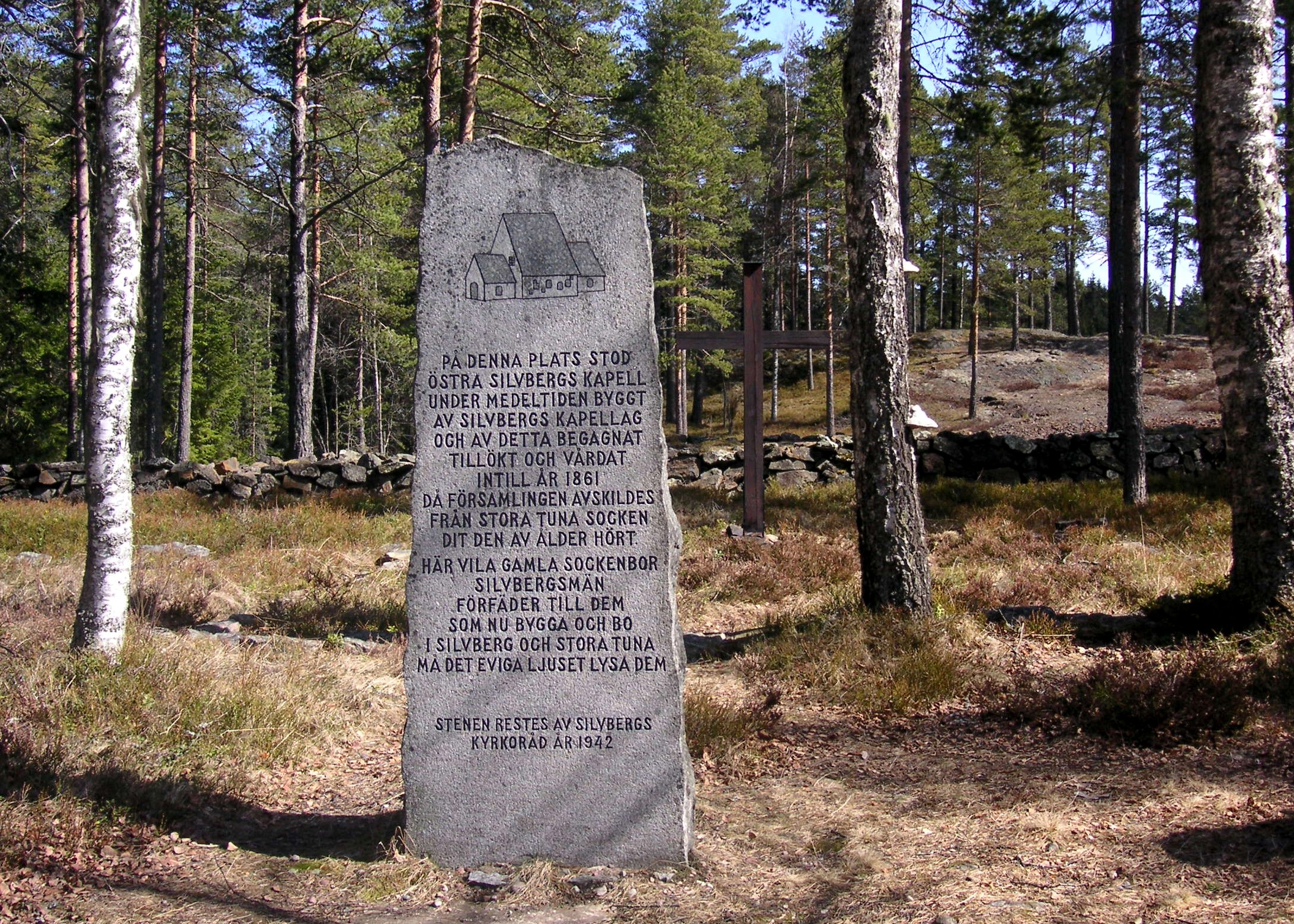
F.d. S:t Nicolai kapell och ödekyrkogården
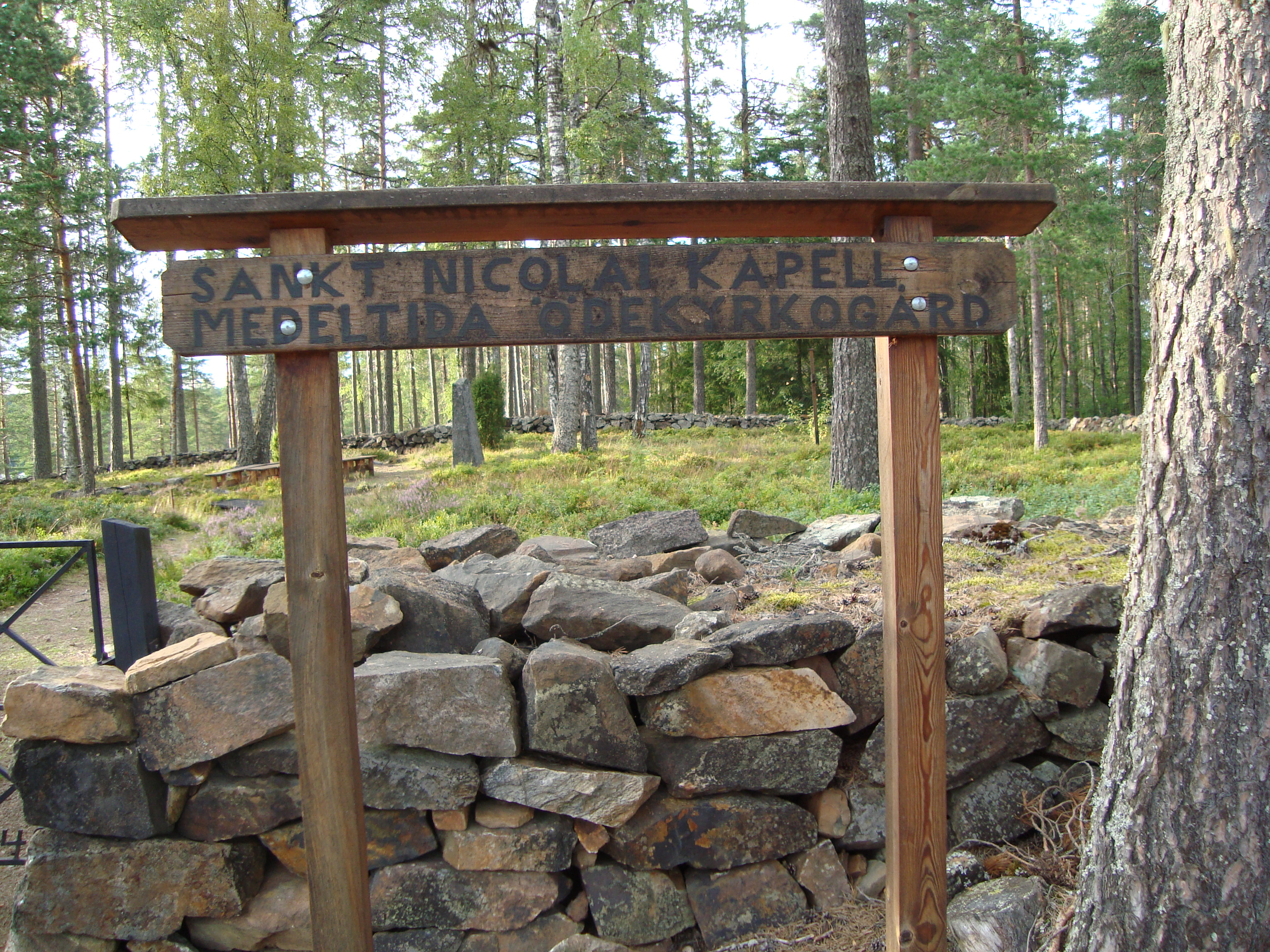
F.d. S:t Nicolai kapell och ödekyrkogården
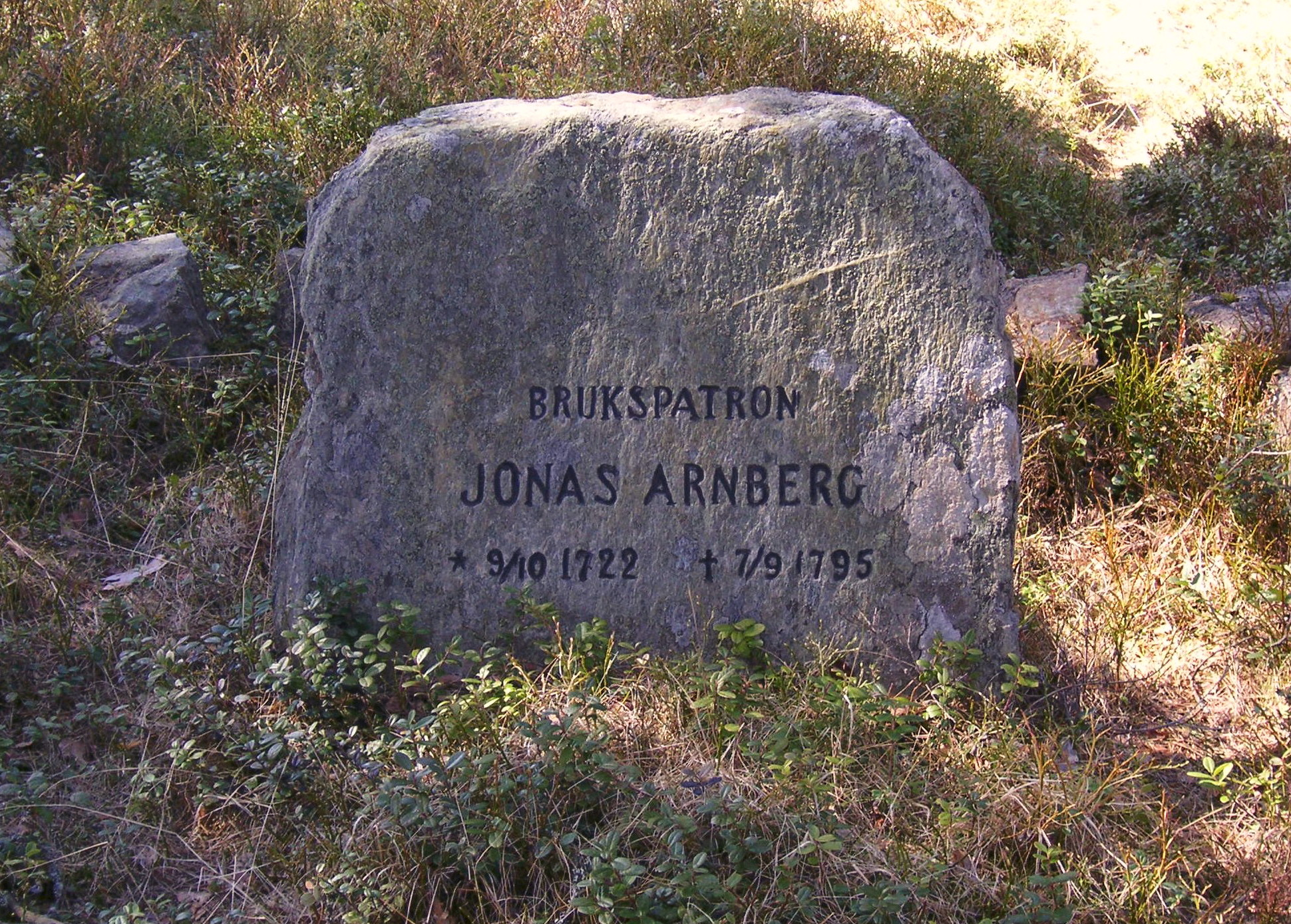
Sankt Nicolai ödekyrkogård, gravvård över brukspatron Arnberg